# Mézières-sur-Couesnon
Mézières-sur-Couesnon is een gemeente in het Franse departement Ille-et-Vilaine (regio Bretagne). De plaats maakt deel uit van het arrondissement Fougères-Vitré. Mézières-sur-Couesnon telde op 1 januari 2022 1.735 inwoners.

## Geografie
De oppervlakte van Mézières-sur-Couesnon bedroeg op 1 januari 2022 24,74 vierkante kilometer; de bevolkingsdichtheid was toen 70,1 inwoners per km².

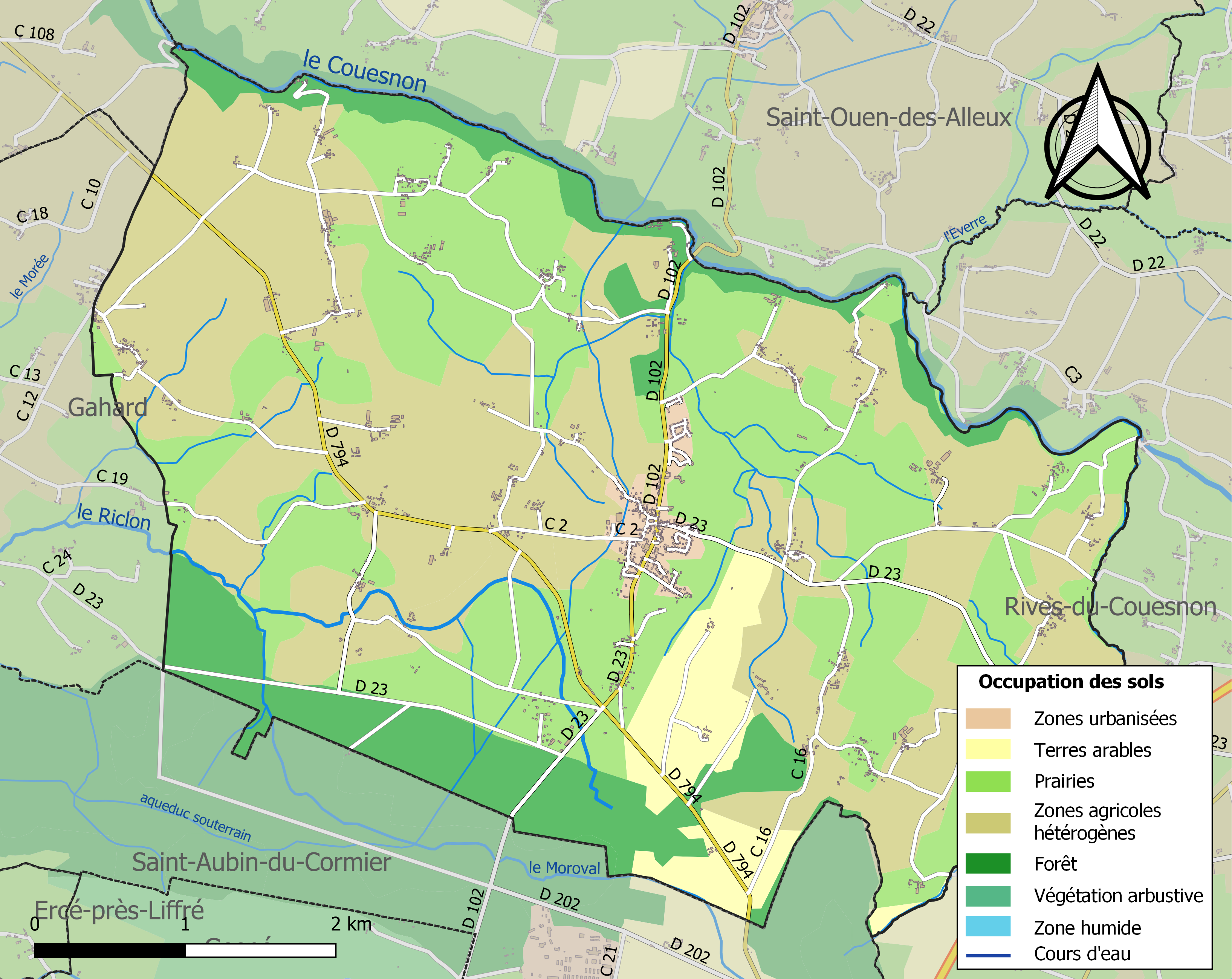
Kaart van de gemeente met belangrijkste infrastructuur, bodemgebruik en omliggende gemeenten

## Demografie
Onderstaande figuur toont het verloop van het inwonertal (bron: INSEE-tellingen).